# Marion Clignet
Marion Clignet (nascida em 21 de fevereiro de 1964) é uma ex-ciclista francesa que participava em competições de ciclismo de pista e estrada.
Clignet foi diagnosticada com epilepsia, aos 22 anos de idade, e foi afastada pela Federação de Ciclismo dos Estados Unidos e, posteriormente, competiu pela França, conquistando duas medalhas de prata olímpica na perseguição individual de 3 km em Atlanta 1996 e Sydney 2000.